# 뮤직쇼 하이! 5
《뮤직쇼 하이! 5》는 2003년 6월 28일부터 2003년 11월 1일까지 KBS 2TV에서 방송되었던 기존의 노래를 중심으로 한 가요프로그램에서 벗어나 인기 가수들의 개인기, 연기력등을 개그, 뮤지컬 등의 다양한 형식으로 만날 수 있는 프로그램이다.
하지만, "일본 방송을 표절했다"는 논란을 사서 17회 만에 조기종영되었으며, 그후 뮤직뱅크로 통합되었다.

## 기획 의도
- 기존의 노래를 중심으로 한 가요프로그램에서 벗어나 인기 가수들의 개인기, 연기력등을 개그, 뮤지컬등의 다양한 형식으로 만날 수 있는 프로그램.
- 개그콘서트, 윤도현의 러브레터, 폭소클럽 등 KBS 인기공개쇼의 맥을 이어 젊은이들을 위한 공연 프로그램으로 자리잡고자 한다.

## 방송 시간
- 매주 토요일 오후 5:00 ~ 6:00

## 코너 소개
- 1) 탁재훈의 작품세계 : 탁재훈은 출연가수들을 아우르는 "탁선생"으로 역할, 가요 가사 코믹 재해석, 주제토크 열전, 스타들의 자화자책등 토크 중심의 코너 진행.
- 2) 정태우의 대결 : 정태우와 초대가수 1명의 환심 사기 대결. 탁재훈과 박정아는 알까기를 패러디하는 풍의 대결 중계 방송.
- 3) 박정아의 "연예진저리뉴스" : 초대 게스트와 함께 개그 콘서트의 `언저리 뉴스`를 패러디, 박정아의 섹시한 느낌을 한껏 살려 코믹 연예계 뉴스 중계.
- 4) 조정린의 "미저리" : 조정린이 스타의 광적인 팬으로 등장, 조정린만의 개인기를 활용한 새로운 형식의 스타 보고서를 펼침.
- 5) 하이파이브 "러브 뮤지컬" : 최고의 가수 한명을 선정, 히트곡들로 꾸민 코믹하고 감동적인 뮤지컬.(출연가수 전원 출연)
- 6) 불펜 개그 : 톱스타를 꿈꾸는 신인 개그맨이 별도셋트를 야구석의 불펜으로 설정 각각의 코너를 보고 나름대로의 관전평을 늘어놓는 코믹 브릿지.

## 진행자
- 탁재훈, 박정아, 조정린, 정태우

## 결방
- 2003년 9월 27일 - 프로야구 <롯데 VS 삼성> 중계 편성
- 2003년 10월 18일 - 뉴스 특보 편성